# Double étude d'une tête de vieillard
Double étude d'une tête de vieillard – ou Deux Têtes de vieillard à grande barbe – est un tableau réalisé par le peintre flamand Jacob Jordaens entre 1618 et 1620. De format horizontal, cette huile sur toile est une étude où figure deux fois la tête d'un vieil homme barbu, à gauche, légèrement de profil, inclinée et l'air colérique, à droite de face, droite et l'air triste. Legs de Louis La Caze en 1869, l'œuvre fait partie des collections du musée du Louvre, à Paris, en France. Elle se trouve en dépôt au musée des Beaux-Arts et d'Archéologie de Besançon, à Besançon, dans le Doubs,.